# Lydia Lassila
Lydia Lassila OAM (* 17. Januar 1982 in Melbourne als Lydia Ierodiaconou) ist eine australische Freestyle-Skierin, die auf die Disziplin Aerials (Springen) spezialisiert ist. Sie konnte zahlreiche Weltcupspringen und einmal die Disziplinenwertung für sich entscheiden, ihr größter Erfolg ist der Olympiasieg 2010. Seit 2007 ist sie mit dem ehemaligen finnischen Freestyle-Skier Lauri Lassila verheiratet.

## Biografie
Die Tochter eines zyprischen Vaters und einer italienischen Mutter war in ihrer Jugend Kunstturnerin und nahm auch an internationalen Wettkämpfen teil. Im Alter von 18 Jahren stand sie kurz davor, sich für die Olympischen Sommerspiele 2000 in Sydney zu qualifizieren, doch Hand- und Fußgelenkverletzungen zwangen sie zur Aufgabe dieser Sportart. Wenig später erlernte sie das Skifahren und entschloss sich dazu, dies mit ihren turnerischen Fähigkeiten zu kombinieren. Den Wechsel zum Freestyle-Skispringen vollzog sie relativ rasch. Bereits am 8. September 2001 debütierte sie im Weltcup, wobei sie sich mit dem fünften Platz am Mount Buller sogleich an der Weltspitze etablierte. Sie qualifizierte sich für die Olympischen Winterspiele 2002 und wurde Achte.
Der erste Weltcup-Podestplatz folgte am 7. September 2002, wiederum in Mount Buller. Nach zwei weiteren Podestplätzen gelang Lassila am 1. März 2003 in Špindlerův Mlýn der erste Sieg. Die Weltmeisterschaften 2003 in Deer Valley endete mit dem enttäuschenden 15. Platz. In der Saison 2003/04 gewann sie zwei Weltcupspringen und stand weitere fünf Mal auf dem Podest. Zu Beginn des Winters 2004/05 gewann sie drei Weltcupspringen in Folge, konnte aber dieses Niveau mit fortschreitender Dauer der Saison nicht mehr aufrechterhalten. So sprang sie bei den abschließenden Weltmeisterschaften 2005 in Ruka nur auf Platz 16.
Lassila erlitt im Juni 2005 im Training einen Kreuzbandriss und musste mehrere Monate pausieren. Um eine länger andauernde Verletzungspause zu vermeiden, entschloss sie sich zu einer ungewöhnlichen Behandlungsmethode. Sie ließ sich das Kreuzband entfernen und durch die Achillessehne eines Verstorbenen ersetzen. Im Januar 2006 gelang ihr ein eindrückliches Comeback, als sie das Weltcupspringen in Lake Placid gewann. Bei den Olympischen Winterspielen 2006 lag sie nach dem ersten Qualifikationsdurchgang auf dem dritten Zwischenrang, stürzte aber beim zweiten Sprung schwer und zog sich erneut eine Knieverletzung zu.
Während der über einjährigen Rehabilitationsphase heiratete sie den finnischen Freestyle-Skier Lauri Lassila und schloss das Studium der Sportwissenschaft an der RMIT University in Melbourne ab. Sie gründete daraufhin das Unternehmen BodySphere, das auf den Vertrieb von Eiskompressen spezialisiert ist. In der Saison 2007/08 gehörte Lassila wieder zu den besten Springerinnen im Weltcup und stand viermal auf dem Podest. Die Saison 2008/09 war Lassilas erfolgreichste: Mit zwei Siegen und zwei dritten Plätzen entschied sie die Disziplinenwertung für sich. Nicht nach Wunsch verliefen hingegen die Weltmeisterschaften 2009 in Inawashiro, wo sie lediglich Platz 13 erreichte.
In der Weltcupsaison 2009/10 konnte Lassila zweimal gewinnen. Am 15. Januar 2010 stellte sie beim Weltcupspringen von Deer Valley mit 220,91 Punkten einen neuen Weltrekord auf. Bei den Olympischen Winterspielen 2010 gewann sie die Goldmedaille und sicherte sich damit die erste Medaille bei einem Großanlass. Sie legte daraufhin eine über zweijährige Wettkampfpause ein, während der sie Mutter eines Sohnes wurde. 2013 kehrte sie in den Weltcup zurück und etablierte sich mit drei zweiten Plätzen sogleich wieder an der Spitze. Nach einem zweiten Platz und einem Sieg während der Weltcupsaison 2013/14 gewann sie bei den Olympischen Winterspielen 2014 in Sotschi die Bronzemedaille.
Erneut folgte eine längere Pause, die fast drei Jahre dauerte. In diese Zeit fällt die Geburt ihres zweiten Sohnes. Mitte Januar 2017 kehrte Lassila wieder in den Weltcup zurück und gewann drei Weltcupspringen. Ein weiterer Weltcupsieg folgte im Januar 2018. Hingegen verliefen die Olympischen Winterspiele 2018 in Pyeongchang enttäuschend, da sie nur Platz 20 erreichte.

## Erfolge

### Olympische Spiele
- 2002 Salt Lake City: 8. Aerials
- 2006 Turin: 14. Aerials
- 2010 Vancouver: 1. Aerials
- 2014 Sotschi: 3. Aerials
- Pyeongchang 2018: 20. Aerials

### Weltmeisterschaften
- 2003 Deer Valley: 15. Aerials
- 2005 Ruka: 16. Aerials
- 2009 Inawashiro: 13. Aerials
- Voss 2013: 5. Aerials
- Sierra Nevada 2017: 11. Aerials

### Weltcupwertungen
| Saison  | Gesamt | Gesamt | Aerials | Aerials |
| Saison  | Platz  | Punkte | Platz   | Punkte  |
| ------- | ------ | ------ | ------- | ------- |
| 2001/02 | 23.    | 66     | 11.     | 328     |
| 2002/03 | 5.     | 93     | 2.      | 556     |
| 2003/04 | 8.     | 57     | 2.      | 679     |
| 2004/05 | 5.     | 56     | 2.      | 668     |
| 2005/06 | 75.    | 9      | 28.     | 100     |
| 2007/08 | 10.    | 51     | 2.      | 460     |
| 2008/09 | 5.     | 51     | 1.      | 360     |
| 2009/10 | 12.    | 43     | 4.      | 259     |
| 2012/13 | 15.    | 42     | 3.      | 296     |
| 2013/14 | 12.    | 42     | 4.      | 210     |
| 2016/17 | 14.    | 50,57  | 3.      | 354     |
| 2017/18 | 29.    | 33,33  | 5.      | 200     |

### Weltcupsiege
Lassila errang im Weltcup bisher 39 Podestplätze, davon 16 Siege:
| Datum             | Ort                | Land       |
| ----------------- | ------------------ | ---------- |
| 1. März 2003      | Špindlerův Mlýn    | Tschechien |
| 7. September 2003 | Mount Buller       | Australien |
| 15. Februar 2004  | Harbin             | China      |
| 4. September 2004 | Mount Buller       | Australien |
| 5. September 2004 | Mount Buller       | Australien |
| 9. Januar 2005    | Mont-Tremblant     | Kanada     |
| 13. Januar 2006   | Deer Valley        | USA        |
| 19. Dezember 2008 | Adventure Mountain | China      |
| 25. Januar 2009   | Mount Gabriel      | Kanada     |
| 15. Januar 2010   | Deer Valley        | USA        |
| 22. Januar 2010   | Lake Placid        | USA        |
| 14. Januar 2014   | Val Saint-Côme     | Kanada     |
| 3. Februar 2017   | Deer Valley        | USA        |
| 25. Februar 2017  | Minsk              | Belarus    |
| 4. März 2017      | Moskau             | Russland   |
| 19. Januar 2018   | Lake Placid        | USA        |

### Weitere Erfolge
- 3 Podestplätze im Europacup, davon 2 Siege
- 1 Podestplatz im Nor-Am Cup